# Ilmari Turja
Kaarlo Ilmari Turja, född 28 oktober 1901 i Storkyro, död 6 januari 1998 i Helsingfors, var en finländsk tidningsman och författare, vicehäradshövding 1932.
Turja var chefredaktör för de illustrerade veckotidningarna Kansan Kuvalehti (1929–1934) och Suomen Kuvalehti (1936–1951) samt utgav sedan en egen tidning, Uusi Kuvalehti (1952–1963). Han förde fram de allmänt omfattade värderingarna inom den finska akademikergeneration som fann en plats i samhället under tiden mellan de båda världskrigen och var en av den undersökande journalistikens introduktörer i Finland.
Turja publicerade kåserisamlingar (urval Satayksi, 1970), en rad humoristiska skådespel (bland annat Särkelä itte, 1944), ett skådespel om Gustaf Mannerheims högkvarter i S:t Michel (Päämajassa, 1966, filmatiserat av Matti Kassila 1970), Jääkäri Ståhl (1977, Ståhlberg, Armas) m.fl. dramatiska arbeten, memoarböckerna Herrojen kanssa marjassa (1973) och Ei kukaa oo mikää (1975) m.m. I boken Tarinoita suuresta Urhosta (1984) tecknade han ett porträtt av sin vän Urho Kekkonen.
Han erhöll professors titel 1970.

### Uppslagsverk
- Turja, Ilmari i Uppslagsverket Finland (webbupplaga, 2012). CC-BY-SA 4.0